# العلاج بالتشابيرونات الجزيئية
العلاج بالتشابيرونات الجزيئية (بالإنجليزية: Molecular chaperone therapy )‏ يعد من أحدث الأساليب الدوائية لأمراض الاختزان في الجسميات الحالة. فإنه يحدد البروتين المعيب كبديل للعلاج بمنع الكودون الختامي.هذه التشابيرونات عبارة عن جزيئات دقيقة لديها القدرة على الدخول إلى الجهاز العصبي المركزي (عن طريق الحاجز الدموي الدماغي). عند وصولها إلى الجهاز العصبي المركزي ترتبط مع الانزيم (غير النشط) وتعمل على إصلاحه بحيث يأخذ الشكل الوظيفي الصحيح.